# Josef av Calasanz
Josef av Calasanz, spanska José de Calasanz, född 11 september 1556 i Peralta, Huesca, Aragonien, död 25 augusti 1648 i Rom, var en spansk romersk-katolsk präst, bekännare och ordensgrundare. Han vördas som helgon inom Romersk-katolska kyrkan, med minnesdag den 25 augusti.

## Biografi
Josef av Calasanz var son till ståthållaren i Peralta i norra Spanien. Han hade studerat juridik, men vill även läsa teologi för att bli präst. Fadern motsatte sig detta initialt och menade, att Josef skulle gifta sig för att säkra familjens framtid. Fadern gav dock så småningom med sig, och 1583 prästvigdes sonen. Han utvecklades till en god själasörjare och blev generalvikarie för stiftet Urgel i nordöstra Spanien.
1592 reste Josef till Rom och grundade 1597 i Trastevere världens första avgiftsfria skola för medellösa barn. Han hade upprörts av alla hemlösa barn som levde vind för våg i Rom genom att tigga och stjäla, och ville ge dem en god utbildning. Flera präster och lekmän anslöt sig till Josefs skola vid kyrkan Santa Dorotea i norra Trastevere. Inom kort bildades Congregatio scholarum piarum – piaristerna. Antalet skolbarn och studenter ökade, och Josef hyrde en byggnad i närheten av Sant'Andrea della Valle, några kvarter från Piazza Navona.
Kongregationen åtnjöt påvligt understöd, och efter att Josef av Calasanz hade formulerat dess principer och sina egna tankar kring undervisning gavs kongregationen påvligt erkännande. 1621 omvandlades kongregationen till en egentlig orden under namnet Ordo Clericorum regularium pauperum Matris Dei Scholarum Piarum med samma privilegier som tiggarordnarna.
Som person blev dock Josef av Calasanz omstridd. Hans pedagogiska principer, hans understöd av fattiga barn och det faktum att han gav sitt stöd åt Galileo Galileis heliocentriska teorier, gav honom flera motståndare. En förtalskampanj ledde till att Josef ställdes inför inkvisitionen, men han friades inom kort från alla anklagelser. Han blev dock tvungen att lämna ordensledningen, och ersattes med en av sina vedersakare, Mario Sozzi, provinsial i Toscana. Flera kontroverser tillkom, och 1646 drog påve Innocentius X in ordens privilegier. Under andra hälften av 1600-talet kom emellertid piaristernas ordensprivilegier att successivt återställas.
Josef av Calasanz helgonförklarades 1767 av påve Clemens XIII. Helgonets reliker vördas i kyrkan San Pantaleo i centrala Rom.